# Майтенус
Майтенус (лат. Maytenus, от чил. исп. mayten — названия типового вида) — род деревянистых растений семейства Бересклетовые (Celastraceae).

## Ботаническое описание
Вечнозелёные кустарники или небольшие деревья. Листья простые, очередные.
Цветки одиночные или в соцветиях. Чашечка 4—5-лопастная, лепестков 4—5, тычинок 4—5, рыльце 2—4-лопастное. Завязь 2—4-гнёздная. Плод — кожистая, 2—4-камерная коробочка.

## Виды
Род включает около 200—220 видов, некоторые из них:
- Maytenus boaria Molina typus[1] — Майтенус чилийский
- Maytenus canariensis (Loes.) G.Kunkel & Sunding — Майтенус канарский
- Maytenus heterophylla (Eckl. & Zeyh.) N.Robson — Майтенус разнолистный
- Maytenus ilicifolia Mart. ex Reissek — Майтенус падуболистный
- Maytenus macrocarpa (Ruiz & Pav.) Briq. — Майтенус крупноплодный
- Maytenus magellanica (Lam.) Hook.f. — Майтенус магелланский
- Maytenus phyllanthoides Benth. — Майтенус листовидный, или Майтенус флоридский
- Maytenus senegalensis (Lam.) Exell — Майтенус сенегальский